# Quatuor Capet
Das Quatuor Capet, international auch Capet Quartet, war ein französisches, in Paris ansässiges Streichquartett.

## Geschichte
Sofort nach Abschluss seiner Studien bei Jean-Pierre Maurin und dem Gewinn eines Ersten Preises am Pariser Konservatorium gründete Lucien Capet sein eigenes Streichquartett. Alain Pâris gliedert den Lebenslauf des Quartettes in fünf Phasen: Die Anfangsphase (1893–1899) des Quartetts endete 1899 mit der Ernennung Capets zum Professor in Bordeaux. In der zweiten, von Alain Pâris als ephemer und ohne bleibende Bedeutung qualifizierten Phase von 1899 bis zu Capets Rückkehr nach Paris 1903 konzertierte das Quartett mit Firmin Touche, Édouard Nadaud und Cros Saint-Ange. Im dritten Abschnitt von 1903 bis 1909 trat das Quartett mit André Touret, Louis Bailly und Louis Hasselmans auf. Der vierte Abschnitt von 1909 bis 1914 wurde durch den Ersten Weltkrieg abgeschlossen. In diesem Krieg fiel der Cellist Marcel Casadesus. Der fünfte und letzte Abschnitt von 1918 bis 1928 trug musikalisch-künstlerisch die größte Bedeutung. In London 1925 angefertigte Tonträgeraufnahmen zeugen von dem hohen musikalischen Niveau des Quartetts. Die Aufführung (und auch teilweise Einspielung) sämtlicher Streichquartette von Ludwig von Beethoven einschließlich der Großen Fuge B-Dur op. 133 machten das Ensemble international berühmt.
Das Quartett löste sich 1928 mit dem Tod seines Gründers Lucien Capet auf.

## Mitglieder
- Violine I: Lucien Capet (1893–1928)
- Violine II: Giron (1893–1899, weiteres über diesen Musiker ist nicht bekannt.), Firmin Touche (1903), André Touret (1903–1909), Maurice Hewitt (1909–1928)
- Bratsche: Henri Casadesus (1893–1899, 1903–1905, 1909–1914), Édouard Nadaud (1903), Louis Bailly (1906–1909), Henri Benoit (1918–1928)
- Violoncello: Charles-Joseph Furet (1893–1899), Cros Saint-Ange (1903), Louis Hasselmans (1903–1909), Marcel Casadesus (1909–1914), Camille Delobelle (1918–1928)